# Wapen van Dijkbestuur van de Purmer
Het wapen van Dijkbestuur van de Purmer werd op 11 maart 1818 bij besluit van de Hoge Raad van Adel aan het Dijkbestuur van de Purmer bevestigd. In 1981 ging het dijkbestuur op in het waterschap De Waterlanden. Hiermee verviel het wapen. In het wapen van De Waterlanden werd het purmer-zeewijf opgenomen als schildhouder.

## Blazoenering
De blazoenering luidt als volgt:
Zijnde een schild beladen met een vrouwenbeeld in haar natuurlijke kleur, houdende een dieplood in de hand; het schild gehouden door twee melkboerinnen en gedekt met een emmer.
Het schild is deels van natuurlijke kleur en wordt vastgehouden door twee melkboerinnen. Het schild is gedekt met een emmer.

## Symboliek
Het wapen slaat op de legende van het Purmer-zeewijf, anders bekend als Meermin van Edam. Van het verhaal doen meerdere versies de ronde. De kern van deze verhalen zijn hetzelfde. 
Er leefde een zeemeermin in de vroegere Zuiderzee. Tijdens de overstroming in 1403 werd zij meegevoerd naar het Purmermeer. Nadat de dijken weer gedicht waren kon zij de weg terug naar de zee niet meer vinden. Ze werd ontdekt door de lokale bevolking, die haar vingen en meevoerden naar Edam. Daar werd ze gewassen en ontdaan van het groene wier. Ook werd haar geleerd als een mens te leven. De verhalen over haar gingen rond en bewoners van Haarlem vonden haar zo interessant, dat ze haar meenamen naar Haarlem en haar leerden spinnen. Ondanks haar verlangen naar zee bleef zij op het land wonen en stierf na vele jaren in Haarlem, waar ze werd begraven op het kerkhof als een christenmens.

## Verwant wapen

Het wapen van het waterschap De Waterlanden